# 秦野市文化会館
1. 大ホール内観（ステージ側）
2. 大ホール内観（客席側）等

秦野市文化会館（はだのしぶんかかいかん）は、神奈川県秦野市にある市の公共施設。秦野市中央運動公園内にある文化・芸術の拠点施設である。愛称はクアーズテック秦野カルチャーホール。
大規模改修工事のため2024年（令和6年）7月から2026年（令和8年）1月まで全館休館、同年3月までホール等の部分休館する予定。

## 概要
「秦野市文化会館」は、神奈川県秦野市の丹沢の美しい山並みを望む秦野市中央運動公園内（秦野市カルチャーパーク）に、1980年（昭和55年）11月1日に開館された総合文化施設である。市民の文化の向上と福祉の増進を図ることを目的として、演奏会、歌舞伎、寄席、映画上映、地域の学校のコンクール、バレエの発表会などに使用され、鑑賞芸術や創作をはじめとする多彩な文化芸術の拠点である。また、恵まれた自然環境のもと、豊かな感性を育むカルチャーホールとして市民に親しまれている。
現在まで各芸術分野にわたった開催され、さだまさし、都はるみ、天童よしみ、平原綾香、家入レオ、東儀秀樹などがコンサートを開催した。また、きかんしゃトーマスのファミリーミュージカルなど、子ども向けのイベントも開催された。会館内の施設には、レストランや保育室などが設備されており、家族連れでの使用にも配慮されている。また、各種展覧会などのために展示室、会議室、練習室、和室などが揃っている。有料のイベントだけではなく、フリーのコンサートも開催されている。駐車場は、カルチャーパーク内のフリーパーキングエリアに850台が設けられている。
2019年（令和元年）10月、ネーミングライツ制度が導入され、秦野市と秦野に事業所を持つクアーズテックが5年契約を結び、愛称を「クアーズテック秦野カルチャーホール」と決定された。
2020年（令和2年）11月16日-20日、「秦野市文化会館の民間事業者による運営手法（指定管理者制度等）の導入及び大規模改修事業の実施に向けたサウンディング型市場調査」が実施された
。2021年（令和3年）1月13日、秦野市文化会館改修に向けた調査結果を公表した。
2024年（令和6年）7月1日から天井の改修工事を実施するため休館となり、当初2025年3月まで全面休館、10月まで部分休館の予定だったが、2024年4月の入札は不調に、同年7月の入札は参加者がなく不成立となった。大ホール・小ホールについては天井の撤去と新設を行う工法を断念し落下防止工法に変更する等、設計内容の変更をした上で再入札を行い、2025年（令和7年）7月から工事を実施して、2026年（令和8年）1月まで全館休館、同年3月まで部分休館の予定。

## 歴史
- 1980年（昭和55年）11月1日 - 開館
- 2013年（平成25年）
  - 10月17日 - ロシア・ナショナル・バレエ 「白鳥の湖」全2幕
  - 11月30日 - 人形浄瑠璃 文楽人間国宝 竹本駒之助
  - 12月22日 - 第27回丹沢音楽祭 山田和樹と歌おう！モーツァルト『レクイエム』秦野市合唱連盟創立30周年記念事業
- 2015年（平成27年）
  - 2月15日 - 第28回丹沢音楽祭 秦野市制施行60周年記念事業 吹奏楽&バレエ響演
  - 6月28日 - 秦野市制60周年記念事業 はだの民謡フェスティバル 東日本大震災復興支援チャリティー
  - 7月20日 - 秦野市制施行60周年記念 サマーシアター20回記念
- 2017年（平成29年）3月20日 - 山田和樹 秦野市文化会館ミュージック・アドバイザー就任記念 第29回丹沢音楽祭 ブラームス「ドイツ・レクイエム」
- 2019年（令和元年） 
  - 3月17日 - 第31回丹沢音楽祭 メサイア
  - 5月6日 - 竹本駒之助の会 人形浄瑠璃 人間国宝の競演 竹本駒之助×吉田和生
- 2020年（令和2年）
  - 3月1日 - 第32回丹沢音楽祭 ブラスの祭典（新型コロナウイルス感染症拡大防止のため中止）
  - 5月4日 - 秦野市文化会館開館40周年記念 松竹大歌舞伎新型（新型コロナウイルス感染症拡大防止のため中止）
  - 11月1日 - 山田和樹プロデュースVol.6 マリンバ×ヴァイオリン 華の響宴「開館40周年記念」
- 2024年（令和6年）7月 - ホール等の天井の大規模改修工事のため全館休館[1]。

## 建築概要
- 所在地 - 257-0015 神奈川県秦野市平沢82番地
- 用途地域 - 第一種低層住居専用地域[11]
- 都市計画公園 - 秦野中央運動公園 約17.7ha、種別 運動公園、平成23年12月6日県告示[11]
- 容積率 - 200%[11]
- 建蔽率 - 60%[11]
- 敷地面積 - 18,705.41 m2[12]
- 建築面積 - 5,415.21 m2[12]
- 延床面積 - 8,250.23 m2[12]
- 構造種別 - 鉄筋コンクリート造及び鉄骨鉄筋コンクリート造、一部鉄骨造、地上3階、地下2階建[12]
- 設計者 - 秦野市・株式会社久米設計
- 音響設計者 - 株式会社永田音響設計[13]
- 建設費 - 2,709（百万円、用地取得費は除く）[14]
- 竣工 - 1980年（昭和55年）7月31日[14]
- 開館 - 1980年（昭和55年）11月1日[14]

## 施設概要
大ホール
- ホール（ワンスロープ形式） - 1,455席、固定席1,405、車椅子8席、（オーケストラピット使用時減132席）、移動席42席[15][16]
- 残響時間 - 2.0秒
- 舞台 - 間口20ｍ、高さ8ｍ、奥行16ｍ
- 回り舞台 - 直径12m
- その他 - 緞帳２、絞り緞帳１、音響反射板等吊物41本
- オーケストラピット - 100.65㎡、エレベーター機構
- 楽屋 No.1 - 40.07 m2 定員12名[12]
- 楽屋 No.2（和室） - 40.07 m2 定員12名
- 楽屋 No.3 - 20.03 m2 定員6名
- 楽屋 No.4 - 20.03 m2 定員6名
- 楽屋 No.5（和室） - 18.80 m2 定員4名
- 親子室
- シャワー室・浴室 - 24.47 m2
- リハーサル室 - 87.79 m2 定員32名
- 主催者事務室 - 10.93 m2

小ホール
- ホール（ワンスロープ形式） - 498席、固定席493席、車椅子5席[15][17]
- 舞台 - 間口10ｍ、高さ5.5ｍ、奥行8ｍ
- 残響時間 - 1.5秒
- 舞台 - 間口10ｍ、高さ5.5ｍ、奥行8ｍ
- その他 - 緞帳1、絞り緞帳1（定形）、音響反射板等吊物18本
- 楽屋 No.1（和室） - 18.15 m2 定員4名[12]
- 楽屋 No.2（和室） - 18.15 m2 定員4名
- 楽屋 No.3 - 18.70 m2 定員6名
- シャワー室 - 10.26 m2

展示室・会議室・和室・練習室
- 展示室 - 250.44 m2[12]
- 第1会議室 - 150.21 m2 定員84名[12]
- 第2会議室 - 51.96 m2 定員20名
- 第3会議室 - 45.46 m2 定員16名
- 会議室（和室） - 94.95 m2 定員44名
- 第1練習室 - 95.86 m2 定員36名
- 第2練習室 - 53.63 m2 定員12名
- 第3練習室 - 62.71 m2 定員28名

## 利用情報
- 休館日 - 毎週火曜日、祝日の翌日、年末年始 12月29日-1月3日、その他、臨時休館する場合有（年間カレンダー参照）[18][19][20]
- 利用時間 - 午前9時 - 午後10時[12]
- 利用申請 - ホール関係[21]、会議室関係[22]
- 使用料 - 施設使用料一覧表（別紙）[23]

## 公演案内
- 2018年4月 - 2019年2月 2018年前期[24]
- 2018年8月 - 2019年3月 2018年後期[25]
- 2019年4月 - 2019年10月 2019年前期[26]
- 2019年7月 - 2020年3月 2019年後期[27]
- 2020年3月 - 2021年2月 2020年前期[28]
- 2021年9月 - 2021年12月 2020年後期[29]
- 2021年6月 - 2021年10月 2021年前期[30]
- 2021年9月 - 2021年12月 2021年後期[31]

## 交通アクセス
鉄道
- 小田急電鉄小田原線 - 秦野駅よりタクシー 約10分
- 小田急電鉄小田原線 - 渋沢駅より徒歩約20分、またはタクシー 1.5km 約10分

バス
- 秦野駅 - 秦野08桜土手経由渋沢駅北口行、文化会館前下車 約15分[32][33]
- 渋沢駅 - 秦野08桜土手経由秦野駅行、文化会館前下車 約10分[34][35]

道路
- 東名高速道路 - 秦野中井ICより 5km 約15分

駐車場 
- カルチャーパーク駐車場[36]

## 周辺施設
- 秦野市中央運動公園（カルチャーパーク）[37]
- 秦野市中央運動公園陸上競技場
- 秦野市中央運動公園野球場
- 秦野市中央運動公園テニスコート
- 秦野市中央運動公園プール
- 秦野市カルチャーパーク
- 秦野市中央こども公園
- 秦野市総合体育館
- 秦野市立図書館
- 秦野市商工会議所
- 秦野警察署
- 秦野市消防署
- 秦野市薬剤師会薬局
- 秦野市休日夜間急患診療所
- 日立製作所
- 日産車体秦野事業所
- 極東窒化研究所
- トヨタモビリティ神奈川秦野店
- コベルコマテリアル鋼管